# Guadagno ad anello aperto
Il guadagno ad anello aperto di un amplificatore è il guadagno ottenuto quando non risulta feedback nel circuito. Il guadagno ad anello aperto, in alcuni amplificatori, può essere estremamente elevato. Un amplificatore operazionale ideale ha un guadagno ad anello aperto infinito. Tipicamente un op-amp ha un guadagno ad anello aperto di circa {\textstyle 10^{5}}. Questo guadagno molto alto permette un'ampia scelta di applicare vari livelli di feedback per ottenere la prestazione desiderata.
Normalmente, il feedback è applicato a un amplificatore con guadagno ad anello aperto elevato cosicché l'effettivo guadagno è definito e tenuto a un valore desiderato.

## Definizione
La definizione di guadagno ad anello aperto (a frequenza fissata) è
{\displaystyle A_{\text{GA}}={\frac {V_{\text{out}}}{V^{+}-V^{-}}},}
dove {\textstyle V^{+}-V^{-}}è la differenza di potenziale elettrico in ingresso che viene amplificata. Qui non è mostrata la dipendenza dalla frequenza.

## Ruolo nel guadagno non ideale
Il guadagno ad anello aperto è una caratteristica fisica di un amplificatore operazionale. Il guadagno ad anello è spesso finito in confronto al guadagno solito, indicato con {\textstyle G}. Mentre il guadagno ad anello aperto è il guadagno quando non c'è feedback nel circuito, si è soliti aggiungere un circuito di feedback a un amplificatore operazionale, in modo tale da controllare il guadagno con i componenti del circuito di feedback.
Consideriamo un amplificatore invertente, se la resistenza tra il nodo di output e il nodo dell'input invertente è {\textstyle R_{2}}e la resistenza tra la tensione sorgente e il nodo dell'input invertente è {\textstyle R_{1}}, allora il guadagno per tale circuito misurato all'uscita è definito, idealmente, come: 
{\displaystyle G=-{\frac {R_{2}}{R_{1}}}}
Invece, utilizzando il guadagno ad anello aperto A, l'equazione diventa:
{\displaystyle G=-{\frac {R_{2}}{R_{1}}}{\frac {1}{1+\left(1+{\frac {R_{2}}{R_{1}}}\right){\frac {1}{A}}}}}
Notare che le due equazioni sono di fatto equivalenti se A tende all'infinito.
In questo modo, il guadagno ad anello aperto è importante per calcolare l'effettivo guadagno di un circuito contenente un amplificatore operazionale non ideale, nelle situazioni in cui il modello ideale diventa impreciso.

## Amplificatori operazionali
Il guadagno ad anello aperto di un amplificatore operazionale decade molto rapidamente all'aumentare della frequenza. Insieme allo slew rate, questa è una delle ragioni per cui gli amplificatori operazionali hanno una larghezza di banda limitata.